# Chandra Pasma
Pour les articles homonymes, voir Pasma.
Chandra Pasma (née c. 1980) est une femme politique provinciale canadienne de l'Ontario. Elle est députée provinciale néo-démocrate de la circonscription ontarienne d'Ottawa-Ouest—Nepean depuis 2022.

## Biographie
Avant son élection, Pasma travaille en chercheuse en politique publique pour le Syndicat canadien de la fonction publique (SCFP). Précédemment, elle sert aussi comme conseillère pour le Nouveau Parti démocratique fédéral.
Pasma travaille aussi pour l'OSBL Citoyens pour la justice publique et également pour le député conservateur Dave MacKenzie jusqu'en 2006.

## Politique
Élu en 2022, elle est nommée, en juillet, porte-parole de l'opposition officielle en matière de Pauvreté et Réduction de l’itinérance par le chef néo-démocrate intérimaire Peter Tabuns.